# Дрез
Дрез (фр. Draize) насеље је и општина у североисточној Француској у региону Шампањ-Арден, у департману Ардени која припада префектури Ретел.
По подацима из 2011. године у општини је живело 103 становника, а густина насељености је износила 15,17 становника/km². Општина се простире на површини од 6,79 km². Налази се на средњој надморској висини од 130 метара.

## Демографија
| 1962. | 1968. | 1975. | 1982. | 1990. | 1999. | 2011. |
| ----- | ----- | ----- | ----- | ----- | ----- | ----- |
| 144   | 149   | 115   | 118   | 117   | 100   | 103   |

График промене броја становника у току последњих година